# Kalkmagerrasen zwischen Vogtendorf und Wötzelsdorf
Kalkmagerrasen zwischen Vogtendorf und Wötzelsdorf este o arie protejată (arie specială de conservare — SAC, sit de importanță comunitară — SCI) din Germania întinsă pe o suprafață de 86,06 ha, integral pe uscat.

## Localizare
Centrul sitului Kalkmagerrasen zwischen Vogtendorf und Wötzelsdorf este situat la coordonatele 50°12′42″N 11°23′32″E / 50.2117°N 11.3922°E.

## Înființare
Situl Kalkmagerrasen zwischen Vogtendorf und Wötzelsdorf a fost declarat sit de importanță comunitară în noiembrie 2004 pentru a proteja un număr necunoscut de specii din flora spontană și fauna sălbatică aflate în arealul zonei. Situl a fost protejat și ca arie specială de conservare în aprilie 2016.

## Biodiversitate
Situată în ecoregiunea continentală, aria protejată conține 3 habitate naturale: Pajiști carstice calcaroase sau bazofile, de Alysso-Sedion albi, Pajiști uscate seminaturale și facies de acoperire cu tufișuri pe substraturi calcaroase (Festuco-Brometalia) (* situri importante pentru orhidee), Fânețe de joasă altitudine (Alopecurus pratensis, Sanguisorba officinalis).
La baza desemnării sitului se află un număr nedeclarat de specii protejate.
Pe lângă speciile protejate, pe teritoriul sitului au mai fost identificate 1 specie de reptile.